# Houx (Eure i Loir)
Houx és un municipi francès, situat al departament de l'Eure i Loir i a la regió de Centre – Vall del Loira. L'any 2007 tenia 795 habitants.

## Demografia

### Població
El 2007 la població de fet de Houx era de 795 persones. Hi havia 277 famílies, de les quals 44 eren unipersonals (24 homes vivint sols i 20 dones vivint soles), 72 parelles sense fills, 141 parelles amb fills i 20 famílies monoparentals amb fills.
La població ha evolucionat segons el següent gràfic:
Habitants censats

### Habitatges
El 2007 hi havia 313 habitatges, 277 eren l'habitatge principal de la família, 24 eren segones residències i 11 estaven desocupats. 289 eren cases i 19 eren apartaments. Dels 277 habitatges principals, 243 estaven ocupats pels seus propietaris, 28 estaven llogats i ocupats pels llogaters i 6 estaven cedits a títol gratuït; 4 tenien una cambra, 14 en tenien dues, 34 en tenien tres, 60 en tenien quatre i 165 en tenien cinc o més. 247 habitatges disposaven pel capbaix d'una plaça de pàrquing. A 102 habitatges hi havia un automòbil i a 163 n'hi havia dos o més.

### Piràmide de població
La piràmide de població per edats i sexe el 2009 era:
| Homes | Edats   | Dones |
| ----- | ------- | ----- |
| 1     | 95 o +  | 0     |
| 4     | 90 a 94 | 1     |
| 0     | 85 a 89 | 7     |
| 1     | 80 a 84 | 4     |
| 1     | 75 a 79 | 9     |
| 1     | 70 a 74 | 5     |
| 10    | 65 a 69 | 5     |
| 17    | 60 a 64 | 6     |
| 22    | 55 a 59 | 20    |
| 16    | 50 a 54 | 14    |
| 36    | 45 a 49 | 33    |
| 35    | 40 a 44 | 40    |
| 25    | 35 a 39 | 33    |
| 34    | 30 a 34 | 36    |
| 9     | 25 a 29 | 6     |
| 29    | 20 a 24 | 8     |
| 26    | 15 a 19 | 26    |
| 40    | 10 a 14 | 21    |
| 41    | 5 a 9   | 36    |
| 23    | 0 a 4   | 25    |

## Economia
El 2007 la població en edat de treballar era de 541 persones, 423 eren actives i 118 eren inactives. De les 423 persones actives 397 estaven ocupades (225 homes i 172 dones) i 26 estaven aturades (8 homes i 18 dones). De les 118 persones inactives 42 estaven jubilades, 51 estaven estudiant i 25 estaven classificades com a «altres inactius».

### Ingressos
El 2009 a Houx hi havia 284 unitats fiscals que integraven 829,5 persones, la mediana anual d'ingressos fiscals per persona era de 22.324 €.

### Activitats econòmiques
Dels 12 establiments que hi havia el 2007, 1 era d'una empresa de fabricació d'altres productes industrials, 5 d'empreses de construcció, 1 d'una empresa de comerç i reparació d'automòbils, 1 d'una empresa de transport, 2 d'empreses d'hostatgeria i restauració i 2 d'empreses de serveis.
Dels 5 establiments de servei als particulars que hi havia el 2009, 1 era un paleta, 1 guixaire pintor, 1 fusteria, 1 lampisteria i 1 restaurant.
L'any 2000 a Houx hi havia 7 explotacions agrícoles.

## Poblacions més properes
El següent diagrama mostra les poblacions més properes.